# 浅川隼人
浅川 隼人（あさかわ はやと、1995年5月10日 - ）は、千葉県出身のプロサッカー選手。ポジションは、フォワード（FW）。Jリーグ・FC琉球所属。

## 来歴
ジェフユナイテッド千葉のアカデミー出身で、八千代高校を経て、桐蔭横浜大学へ進学。
2018年より、Y.S.C.C.横浜へ加入した。1年目は公式戦出場がなかったが、監督交代を期に2年目には主力となり、32試合13得点と結果を残した。11月5日の対アスルクラロ沼津戦（ニッパツ三ツ沢）では、77分からわずか11分の間に3得点を挙げるハットトリックを達成している。2019年12月12日、ロアッソ熊本への完全移籍が発表された。
2020年シーズンはスタメン出場はあまりなく、髙橋利樹から途中交代で入る試合が多かった。それでも11ゴールを決めるなどストライカーとして勝負強い場面を多くみせた。
2021年12月6日、契約満了による退団が発表された。
2022年、奈良クラブに移籍。この年16得点をあげてJFL得点王となり、奈良クラブのJFL優勝とJ3参入に大きく貢献した。さらにJFLベストイレブンとMVPも獲得した。
2023年、J3第2節のヴァンラーレ八戸戦ではクラブのJリーグ初得点となるゴールを挙げた。その後開幕から8試合で6得点をマークし、4月のJ3リーグ月間MVPを受賞した。最終的にシーズン16ゴールを上げ、得点ランキング2位に入り、2023年のJ3リーグベストイレブンに選出された。また16ゴール中11ゴールがアウェイでの得点だった。
2024シーズンから松本山雅FCへ完全移籍加入することが決まった。第11節から4試合連続ゴールを挙げるなど序盤から活躍、3月には、左大腿二頭筋損傷をし少しの間療養することを明かした。復帰後の6月16日には、またしても対アスルクラロ沼津戦（サンプロアルウィン）で2得点を挙げ、沼津キラーぶりを見せた。終盤には負傷の影響もあり途中出場が続いたが、最終的にチームトップの13ゴールを記録した。
2025年7月、FC琉球に完全移籍。

## 所属クラブ
- 千葉アミカルSC
- ジェフユナイテッド千葉U-15
- 千葉県立八千代高等学校
- 桐蔭横浜大学
- 2018年 - 2019年  Y.S.C.C.横浜
- 2020年 - 2021年  ロアッソ熊本
- 2022年 - 2023年  奈良クラブ
- 2024年 - 2025年7月  松本山雅FC
- 2025年7月 -  FC琉球

## 個人成績
| 国内大会個人成績 | 国内大会個人成績 | 国内大会個人成績 | 国内大会個人成績 | 国内大会個人成績 | 国内大会個人成績 | 国内大会個人成績 | 国内大会個人成績 | 国内大会個人成績 | 国内大会個人成績 | 国内大会個人成績 | 国内大会個人成績 |
| 年度             | クラブ           | 背番号           | リーグ           | リーグ戦         | リーグ戦         | リーグ杯         | リーグ杯         | オープン杯       | オープン杯       | 期間通算         | 期間通算         |
| 年度             | クラブ           | 背番号           | リーグ           | 出場             | 得点             | 出場             | 得点             | 出場             | 得点             | 出場             | 得点             |
| 日本             | 日本             | 日本             | 日本             | リーグ戦         | リーグ戦         | リーグ杯         | リーグ杯         | 天皇杯           | 天皇杯           | 期間通算         | 期間通算         |
| ---------------- | ---------------- | ---------------- | ---------------- | ---------------- | ---------------- | ---------------- | ---------------- | ---------------- | ---------------- | ---------------- | ---------------- |
| 2015             | 桐蔭横浜大       | 29               | -                | -                | -                | -                | -                | 0                | 0                | 0                | 0                |
| 2018             | YS横浜           | 29               | J3               | 0                | 0                | -                | -                | 0                | 0                | 0                | 0                |
| 2019             | YS横浜           | 20               | J3               | 32               | 13               | -                | -                | -                | -                | 32               | 13               |
| 2020             | 熊本             | 11               | J3               | 28               | 11               | -                | -                | -                | -                | 28               | 11               |
| 2021             | 熊本             | 11               | J3               | 20               | 4                | -                | -                | 2                | 0                | 22               | 4                |
| 2022             | 奈良             | 29               | JFL              | 27               | 16               | -                | -                | 1                | 0                | 28               | 16               |
| 2023             | 奈良             | 29               | J3               | 38               | 16               | -                | -                | 0                | 0                | 38               | 16               |
| 2024             | 松本             | 11               | J3               | 32               | 13               | 1                | 0                | -                | -                | 33               | 13               |
| 2025             | 松本             | 11               | J3               | 12               | 1                | 0                | 0                | 2                | 0                | 14               | 1                |
| 2025             | 琉球             | 9                | J3               |                  |                  | -                | -                | -                | -                |                  |                  |
| 通算             | 日本             | 日本             | J3               | 162              | 58               | 1                | 0                | 4                | 0                | 167              | 58               |
| 通算             | 日本             | 日本             | JFL              | 27               | 16               | -                | -                | 1                | 0                | 28               | 16               |
| 通算             | 日本             | 日本             | 他               | -                | -                | -                | -                | 0                | 0                | 0                | 0                |
| 総通算           | 総通算           | 総通算           | 総通算           | 189              | 74               | 1                | 0                | 5                | 0                | 191              | 74               |

その他の公式戦
- 2024年
  - 長野県サッカー選手権大会 1試合1得点

出場歴
- Jリーグ初出場・初得点 - 2019年3月10日 J3第1節 vsガイナーレ鳥取（ニッパツ三ツ沢球技場）

## タイトル

### クラブ
桐蔭横浜大学
- アミノバイタルカップ：1回（2016年）
- 神奈川県サッカー選手権大会：1回（2015年）

Y.S.C.C.横浜
- 神奈川県サッカー選手権大会：1回（2018年）

ロアッソ熊本
- J3リーグ：1回（2021年）
- NHK杯熊本県サッカー選手権大会：1回（2021年）

奈良クラブ
- 日本フットボールリーグ：1回（2022年）
- 奈良県サッカー選手権大会：2回（2022年、2023年）

### 個人
- 日本フットボールリーグ得点王、ベストイレブン、MVP：1回（2022年）
- J3リーグ月間MVP：(2023年4月)[13]
- J3リーグ ベストイレブン：1回（2023年）